# Rio Azate (Elaze)
O rio Azate (em armênio: Ազատի գետ, Azati get) é um rio da Turquia, na província de Elaze. Fui através de Elaze até se juntar a um dos tributários direitos do rio Murate.